# Charlie Spivak

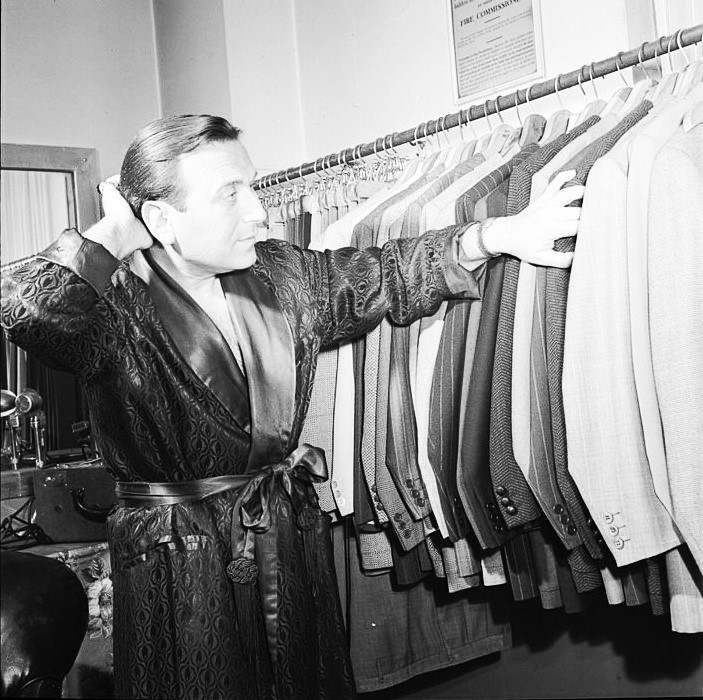
Charlie Spivak i jego dwadzieścia osiem garniturów na fotografii Williama Gottlieba, 1946

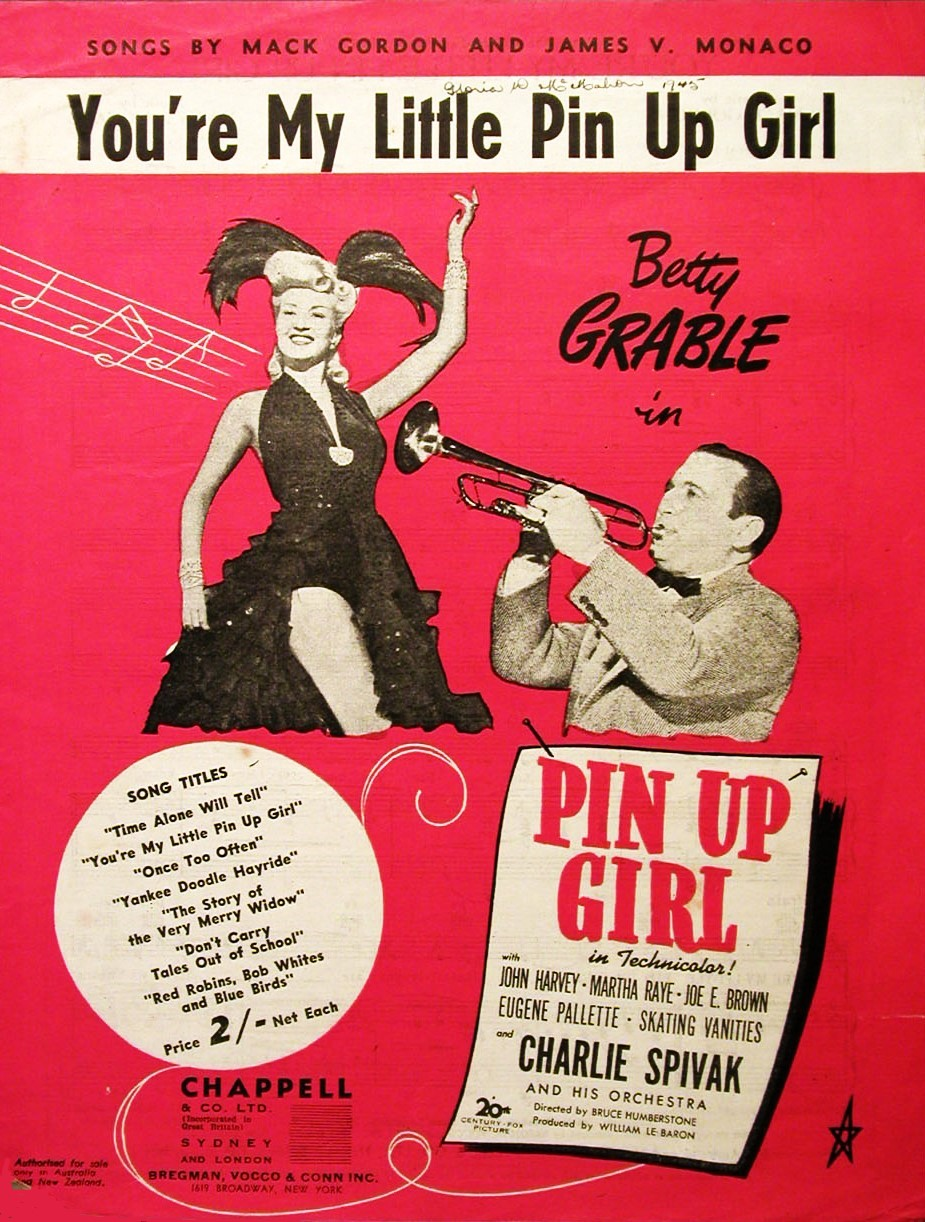
Betty Grable i Charlie Spivak na okładce zeszytu nutowego z piosenkami z filmu Pin Up Girl

Charles Spivak (ur. 17 lutego 1907 w Kijowie, zm. 1 marca 1982 w Greenville) – amerykański trębacz i bandlider jazzowy.

## Życiorys
Urodził się na Ukrainie w Imperium Rosyjskim. Jako dziecko wyemigrował z rodzicami do Stanów Zjednoczonych. Rodzina osiadła w New Haven. W wieku dziesięciu lat zaczął grać na trąbce. Był członkiem orkiestry w swojej szkole średniej. Następnie występował w różnych grupach lokalnych, żeby w niedługim czasie dołączyć do orkiestry Johnny’ego Cavallaro.
Od 1924 do 1930 głównie grał w zespole Paula Spechta. Następnie pracował z orkiestrami: Bena Pollacka (1931–1934), braci Tommy’ego i Jimmy’ego Dorseyów (1934–1935) oraz Raya Noble’a (1935–1936). Ponadto w 1935 zagrał w przeboju Solo Hop, jednym z wcześniejszych nagrań orkiestry Glenna Millera. Rzadko improwizował, ale był ceniony za piękne, łagodne lecz mocne brzmienie trąbki. Dzięki niemu bywał nazywany: „Cheery Chubby Charlie” („Radosny Pulchny Charlie”) oraz „The Man Who Plays the Sweetest Trumpet in the World” („Człowiek, który gra na trąbce najsłodziej w świecie”). W latach 1936 i 1937 pracował głównie jako muzyk studyjny z orkiestrami Gusa Arnheima, Glenna Millera i radiową – Raymonda Scotta. Później występował z dużymi zespołami Boba Crosby’ego (1938), Tommy’ego Dorseya (1938–1939) i Jacka Teagardena (1939). Prawie zawsze był „pierwszą trąbką” w orkiestrze.
W listopadzie 1939 dzięki zachętom Glenna Milera, który także wsparł go finansowo, założył w Waszyngtonie swój pierwszy big-band. Wskutek nieporozumień z muzykami po niespełna roku zespół został rozwiązany. Wkrótce potem sformował drugą orkiestrę, która już odniosła sukces. W latach 40. należała do najpopularniejszych w kraju, grając przede wszystkim nastrojową muzykę popularną. Wykonywali m.in. utwory w aranżacjach Nelsona Riddle’a, Sonny’ego Burke’a i Manny’ego Albama. W jej składzie pojawiali się tacy muzycy, jak perkusista Dave Tough, trębacze Paul Fredricks i Les Elgart, kontrabasista Jimmy Middleton, saksofoniści Don Raffell i Willie Smith, puzoniści Nelson Riddle i Jimmy Knepper, oraz wokalistki June Hutton i Irene Daye (jego żona). W 1959 orkiestra zakończyła działalność.
Bardzo dbał o swoją garderobę. Miał słabość do garniturów. Tygodnik „DownBeat” poinformował, że w latach świetności big-bandu podobno posiadał więcej garniturów niż „dandys” Duke Ellington. Żeby potwierdzić pogłoskę, fotograf William Gottlieb w 1946 uwiecznił trębacza z dwudziestoma ośmioma ubraniami.
Później prowadził na Florydzie i w Las Vegas zespoły o różnych liczebnie składach. W 1967 przeniósł się do Greenville w Karolinie Południowej. Założył tam kwintet. Występował w nim z żoną, która zmarła  w 1971 po długich zmaganiach z chorobą nowotworową. Miał wtedy stały kontrakt w klubie i restauracji Ye Olde Fireplace. Zespół grał standardy z ery swingu oraz powszechnie znane utwory takie, jak Joy to the World, America the Beautiful, Proud Mary, Kansas City,  Love Story.
Pracował niemal do końca życia. Ostatnich nagrań dokonał w 1981. Zmarł na raka w wieku 75. lat. Został pochowany w Mountain View Memorial Park w Travelers Rest w Karolinie Południowej. Nagrobek ma także w Miami na Woodlawn Park Cemetery obok grobu żony – Irene.

### Małżeństwa i dzieci
Był trzykrotnie żonaty. W 1932 ożenił się z Fredą Braverman, z którą rozwiódł się in 1947. W 1950 poślubił wokalistkę Irene Daye, która śpiewała m.in. w orkiestrze perkusisty Gene’a Krupy. Był jej drugim mężem. Po raz trzeci ożenił się w 1974. Jego wybranką była Wilma „Dubby” Hayes, również wokalistka, dla której było to także trzecie małżeństwo. Miał dwóch synów – Joela A. i Stevena Glenna.

## Film
W swojej karierze miał epizody filmowe. Jako członek orkiestry Raya Noble’a pojawił się w wyprodukowanej w 1935 komedii muzycznej Wielka transmisja z 1936 roku, wyreżyserowanej przez Mitchella Leisena. W  1944 jako on sam wystąpił razem ze swoją orkiestrą w romantycznej komedii muzycznej Pin Up Girl (Dziewczyna z plakatu) z gwiazdą srebrnego ekranu – Betty Grable w roli głównej. Obraz wyreżyserował Bruce Humberstone.

## Wybrana dyskografia
- 1951 Charlie Spivak and His Orchestra – Dance Date (London Records)
- 1958 Charlie Spivak – His Trumpet and Orchestra – The Country Club Dance (Gala Records)
- 1977 The Uncollected Charlie Spivak – 1943–1946 (Hindsight Records)
- 1993 Charlie Spivak and His Orchestra – For Sentimental Reasons (Vintage Jazz Classics)
- 1999 Charlie Spivak and His Orchestra – What’s Cookin’ Charlie? – ’41–’47 (Hep Records)

Zestawienie wg dat wydania płyt